# Chamillionaire
Chamillionaire (n. 28 noiembrie 1979, Washington D.C.), pe numele său real Hakeem Seriki, este un rapper și președintele consiliului de administrație al Chamillitary Entertainment. El cântă genurile de muzică Hip-Hop, R&B și Hip-Hop sudic. Cea mai cunoscută melodie a sa este "Ridin'",  interpretată împreună cu Krayzie Bone în 2005.
Cei mai multi îl știu sub numele de scenă Chamillionaire (se pronunță Ka-MIL-yin-air), dar folosește și pseudonime precum The Mixtape Messiah, King Koopa, Color Changin' Lizard, Chamillinator, Chamillitary Mayne și The Truth From Texas.
Scopul său declarat este acela de a demonstra că Sudul poate produce muzică de calitate.
Parintii săi, tatăl musulman din Nigeria si mama crestină din Statele Unite, s-au despărțit pe când Chamillionaire era adolescent. Din acel moment, tânărul a locuit într-un cartier cunoscut ca fiind foarte periculos din nordul Huston-ului. Rap-ul și alte lucruri care îi fuseseră interzise mai înainte de către părinții săi,  au devenit atunci foarte atractive pentru Hakeem Seriki. Inspirându-se din muzica unor trupe locale precum The Geto Boys, 8 Ball & MJG si UGK, Chamillionaire a început să-și compună propriile ritmuri.
La o vârsta destul de fragedă, a hotărât ca împreună cu prietenul său Paul Wall să-și construiască o carieră în muzică. Într-o zi, când încercau să se promoveze la un eveniment din Texas, Paul Wall si Chamillionaire l-au cunoscut pe Michael 5000 Watts un DJ foarte popular din Nord. Cei doi l-au convins pe acesta să le dea voie să improvizeze un pic la începutul show-ului lui Watts de la radio `Houston’s 97.9 The Box`. DJ-iului i-au plăcut atât de mult ritmurile băieților, încât le-a pus chiar și pe unul din mixtape-urile sale. Stilul lor a devenit foarte popular pe străzi, iar Chamillionaire si Paul Wall au ajuns o prezență obișnuită în circuitul mixtape-urilor din Huston și au devenit membrii ai Swishahouse – studioul lui Watts.